# Крашенева (Бердюжский район)
Крашенева — деревня в Бердюжском районе Тюменской области России. Входит в состав Мелехинского сельского поселения.
Первым поселением на этом месте была расположенная между озерами Щучье и Крашенево деревня Щучья, образованная крестьянами из соседних деревень. 
Согласно карте Ишимского уезда 1798 года деревня находилась ближе к озеру Щучье чем сейчас. 
По данным переписи 1795 года деревня Щучья числится вновь образованной в 1788 году в составе Локтинской волости Ишимского уезда.
Первыми жителями деревни были Плотниковы, Переваловы, Аркановы, Игишевы, Вакорины, Быструшины, Вострокопытовы, Белозеровы.
По переписи 1795 года население составляло 61 человек из 10 дворов (семейств).
В начале 19-го века часть жителей покинула деревню в связи с малопригодностью заболоченной земли для хлебопашества. По данным переписи 1812 года в деревне Щучьей имелось только 4 двора.
По переписи 1816 года в деревне уже с названием Крашенева числилось 6 дворов, из которых только одна семья проживала здесь с переписи 1795 года, и 41 человек населения.

## География
Деревня находится на берегу озера Крашенево. Расстояние до Тюмени — 330 км.
Часовой пояс
Крашенева (Бердюжский район), как и вся Тюменская область, находится в часовой зоне МСК+2. Смещение применяемого времени относительно UTC составляет +5:00.

## Население
| 2010 |
| ---- |
| 89   |